# Solen i ögonen
Solen i ögonen är en dokumentär- och konsertfilm om Lars Winnerbäck, inspelad under hans sommarturné 2008.
Filmen visar bland annat klipp från spelningarna, backstagematerial och en låtskrivarresa till Berlin. Filmen skildrar också hur Winnerbäck brottas med sin roll som hyllad artist och som plågas av pressen inför konserterna och uppmärksamheten.
Den hade premiär på ett begränsat antal biografer i Sverige den 28 november 2008. Den gavs ut på DVD den 10 december 2008 och sändes i januari 2009 vid två tillfällen i Sveriges Television, då nedkortad från 76 till 58 minuter.

## Låtlista
1. "Dom tomma stegen"
2. "Stockholms kyss"
3. "Farväl Jupiter"
4. "Dom sista drömmarna"
5. "Söndermarken"
6. "Och det blåser genom hallen"
7. "Elegi"
8. "Om du lämnade mig nu"
9. "Hugger i sten"
10. "Elden"
11. "Dunkla rum"
12. "Åt samma håll"
13. "Solen i ögonen"
14. "Kom ihåg mig"
15. "För dig"
16. "Du hade tid"
17. "Kom änglar"

## Medverkande
Artister
- Lars Winnerbäck
- Miss Li
- Ola Gustafsson
- Anders Nygårds
- Johan Persson
- Malin-My Nilsson
- Anders Hernestam
- Jerker Odelholm
- Monica Starck

Övriga medverkande
- Sandra Poulsen
- Caroline Törngren
- Johanna Tainamo
- Kristian Stråth
- Anders Larsson

Intervjuer
- Magnus Gertten
- Erik Varde

## Mottagande
Filmen har medelbetyget 3,2/5 på Kritiker.se, baserat på fem recensioner. Högst betyg fick den av Nya Wermlands-Tidningen (4/5) och lägst av City (2/5).